# アリナ・ドゥミトル
アリナ・ドゥミトル（Alina Alexandra Dumitru 1982年8月30日- ）は、ルーマニアのブカレスト出身の元柔道選手。身長158cm。5段。現在はルーマニア軍でキャプテンを務めている。

## 経歴
14歳の時に柔道を始め、2002年にスロベニアのマリボルで開かれたヨーロッパ柔道選手権大会の女子48kg以下級で銅メダルを獲得した。その後2004年から2008年までの同大会の48kg以下級で5連覇を果たした。その間2005年,2008年には決勝でアテネオリンピック銀メダリストのフランスのフレデリク・ジョシネを破っている。
アテネオリンピックの48kg以下級では準決勝で日本の谷亮子と対戦して敗れ、その後の3位決定戦でも中国の高峰にも敗れメダルを逃した。
北京オリンピックの48kg以下級に出場し、準決勝で谷と再び対戦し指導1つの差で優勢勝ちし4年前のリベンジを果たすと、決勝でもキューバのヤネト・ベルモイを大外刈で一本勝ちし金メダルを獲得した。余談だが、ヨーロッパの選手が谷から勝利を挙げたのは1992年バルセロナオリンピックのフランスのセシル・ノバック以来16年ぶりとなった。
ところが2009年の世界選手権準決勝では日本の福見友子に小外刈で一本負けして脚に靭帯損傷の怪我を負い、3位決定戦を棄権することとなった
。その後復帰するも、2010年のグランプリデュッセルドルフ準決勝では浅見八瑠奈の腕緘で一本負けして今度は腕を負傷した。ヨーロッパ選手権では2年ぶり6度目の優勝を成し遂げた。しかし、世界選手権では準決勝で再び浅見に敗れ銅メダルに終わった。
2012年4月のヨーロッパ選手権では8度目の優勝を飾った。7月のロンドンオリンピックでは準決勝で過去5戦全敗している福見と対戦して技ありで下し、オリンピック連覇を目指したが、決勝ではこの階級で金メダルを獲得したブラジルのサラ・メネゼスの技ありに敗れて銀メダルとなり、連覇はならなかった。ロンドンオリンピック後に現役を引退し、2014年7月には婚約を発表した
。

## 主な戦績
- 2000年 - ブルガリア国際　3位
- 2000年 - 世界ジュニア　優勝
- 2001年 - ブルガリア国際　3位
- 2001年 - フランス国際　3位
- 2001年 - ドイツ国際　優勝
- 2001年 - ヨーロッパジュニア　2位
- 2002年 - ハンガリー国際　3位
- 2002年 - ヨーロッパ選手権　3位
- 2003年 - ロシア国際　3位
- 2003年 - オーストリア国際　2位
- 2003年 - 世界選手権　7位
- 2003年 - ミリタリーワールドゲームズ　3位
- 2004年 - オーストリア国際　3位
- 2004年 - ドイツ国際　優勝
- 2004年 - ポーランド国際　優勝
- 2004年 - イタリア国際　優勝
- 2004年 - ヨーロッパ選手権　優勝
- 2004年 - アテネオリンピック　5位
- 2004年 - 福岡国際　3位
- 2005年 - ブルガリア国際　優勝
- 2005年 - オランダ国際　2位
- 2005年 - ヨーロッパ選手権　優勝
- 2005年 - 世界選手権　3位
- 2006年 - ハンガリー国際　2位
- 2006年 - ルーマニア国際　優勝
- 2006年 - ヨーロッパ選手権　優勝
- 2006年 - 世界軍人柔道選手権大会　優勝
- 2006年 - 青島国際　優勝
- 2007年 - チェコ国際　2位
- 2007年 - ヨーロッパ選手権　優勝
- 2007年 - ロシア国際　優勝
- 2007年 - ポルトガル国際　3位
- 2007年 - 世界選手権　3位
- 2008年 - ハンガリー国際　2位
- 2008年 - ポーランド国際　2位
- 2008年 - ヨーロッパ選手権　優勝
- 2008年 - 北京オリンピック　優勝
- 2009年 - グランプリ・ハンブルク　2位
- 2009年 - ヨーロッパ選手権　3位
- 2009年 - 世界選手権　5位
- 2010年 - ワールドカップ・ソフィア　3位
- 2010年 - ワールドカップ・ブダペスト　3位
- 2010年 - グランプリ・デュッセルドルフ　3位
- 2010年 - ヨーロッパ選手権　優勝
- 2010年 - グランプリ・チュニス　優勝
- 2010年 - ワールドカップ・ブカレスト　優勝
- 2010年 - 世界選手権　3位
- 2010年 - グランプリ・ロッテルダム　2位
- 2010年 - グランプリ・アブダビ　優勝
- 2011年 - グランドスラム・パリ　5位
- 2011年 - グランプリ・デュッセルドルフ　3位
- 2011年 - ヨーロッパ選手権　優勝
- 2011年 - ワールドカップ・サンパウロ　2位
- 2011年 - ミリタリーワールドゲームズ　3位
- 2011年 - 世界選手権　7位
- 2011年 - グランプリ・アムステルダム　3位
- 2012年 - グランドスラム・パリ　3位
- 2012年 - ヨーロッパ選手権　優勝
- 2012年 - グランドスラム・モスクワ　2位
- 2012年 -　ロンドンオリンピック　2位